# Río Dunajec
El río Dunajec es un destacado río que discurre por el sur de Polonia, un afluente por la derecha del río Vístula. Nace en Nowy Targ en la conjunción de dos cortos ríos de montaña, Czarny Dunajec y Biały Dunajec (Dunajec Negro y Blanco). El Dunajec forma la frontera entre Polonia y Eslovaquia durante 27 km en las montañas Pieniny Środkowe (eslovaco: Centrálne Pieniny), al este del embalse de Czorsztyn. Es el único río que de Eslovaquia que drena en el mar Báltico.

## Curso

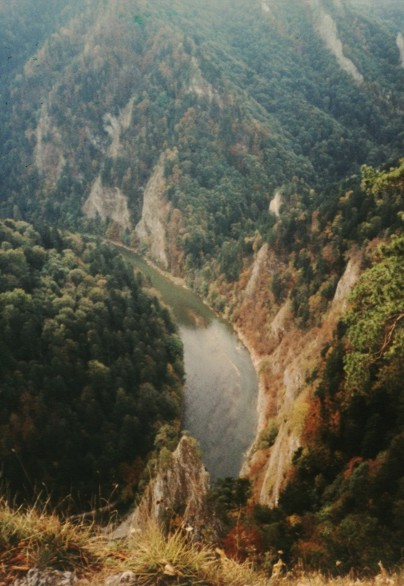
Garganta del Dunajec en las montañas Pieniny.

El Dunajec tiene 274 km de longitud, y recorre el sur de Polonia durante 247 km, lo que hace de él el 14.º río en longitud de Polonia. Tiene una cuenca hidrográfica de 6804 km² (4852 km² en Polonia y 1952 km² en Eslovaquia). En la frontera polaco-eslovaca, fluye a través de la región de Zamagurie, con atracciones como la garganta del Dunajec, el macizo de Trzy Korony con un precipicio de 500 m, Červený Kláštor y dos castillos Pieniny en Czorsztyn y Niedzica.
Tras las dos fuentes el Dunajec fluye a través de un amplio valle llamado cuenca de Nowotarska. Luego proporciona las aguas para el pantano de Niedzica (lago de Jezioro Czorsztyńskie) y el de Sromowce Wyżne (embalse de Sromowce Wyżne). Fluye a través de la parte central de la montañas Pieniny, crea un giro pintoresco en la frontera polaco-eslovaca entre Sromowce Wyżne y Szczawnica. Más abajo se vuelve al norte para entrar en las montañas Beskides occidentales, y la cuenca de Sądecka (donde recibe a su afluente más largo, el Porprad). Cruza un valle abierto en el piedemonte Beskides y cae cruzando el piedemonte de Rożnów (con otros dos pantanos: el lago Jezioro Rożnowskie  y el lago Jezioro Czchowskie) y finalmente, lleva a la cuenca de Sandomierz y el valle de las tierras bajas del Vístula. El Dunajec desemboca en el Vístula en las proximidades de Opatowiec. 

## Localidades
El Dunajec pasa por, o cerca de, las siguientes localidades: